# Seven de la República 2000
El Seven de la República de 2000 fue la décimo-octava edición del torneo de rugby 7 de fin de temporada para uniones regionales afiliadas a la Unión Argentina de Rugby y la duodécima en ser organizada en la ciudad de Paraná, Entre Ríos. Se llevó a cabo el 25 y 26 de noviembre de 2000 en El Plumazo, sede del Club Atlético Estudiantes de Paraná.
El seleccionado de la Unión de Rugby de Rosario consiguió su cuarto título al derrotar 26-14 en la final de la Copa de Oro a la Unión de Rugby de Cuyo. El centro rosarino Maximiliano Nannini anotó un try en la final y fue elegido mejor jugador del torneo.
La Unión de Rugby del Nordeste y la Unión Riojana de Rugby ganaron la Copa de Plata y Copa de Bronce al vencer en la finales a Uruguay y Brasil, respectivamente.

## Equipos participantes
Participaron del torneo veintitrés equipos: veinte seleccionados provenientes de diecinueve uniones provinciales y tres selecciones nacionales de Sudamérica.
| Equipo              | Unión                                                     |
| ------------------- | --------------------------------------------------------- |
| Alto Valle          | Unión de Rugby del Alto Valle de Río Negro y Neuquén      |
| Brasil              | Associação Brasileira de Rugby                            |
| Buenos Aires        | Unión de Rugby de Buenos Aires                            |
| Centro              | Unión de Rugby del Centro de la Provincia de Buenos Aires |
| Chile               | Federación de Rugby de Chile                              |
| Córdoba             | Unión Cordobesa de Rugby                                  |
| Cuyo                | Unión de Rugby de Cuyo                                    |
| Entre Ríos          | Unión Entrerriana de Rugby                                |
| Entre Ríos B        | Unión Entrerriana de Rugby                                |
| Formosa             | Unión de Rugby de Formosa                                 |
| Jujuy               | Unión Jujeña de Rugby                                     |
| La Rioja            | Unión Riojana de Rugby                                    |
| Misiones            | Unión de Rugby de Misiones                                |
| Nordeste            | Unión de Rugby del Nordeste                               |
| Oeste               | Unión de Rugby del Oeste de Buenos Aires                  |
| Paraguay            | Unión de Rugby del Paraguay                               |
| Rosario             | Unión de Rugby de Rosario                                 |
| Salta               | Unión de Rugby de Salta                                   |
| San Juan            | Unión Sanjuanina de Rugby                                 |
| Santa Fe            | Unión Santafesina de Rugby                                |
| Santiago del Estero | Unión Santiagueña de Rugby                                |
| Sur                 | Unión de Rugby del Sur                                    |
| Tucumán             | Unión de Rugby de Tucumán                                 |
| Uruguay             | Unión de Rugby del Uruguay                                |

En cursiva los seleccionados internacionales invitados.
La Unión Entrerriana de Rugby presentó un segundo seleccionado para reemplazar a Chile. El seleccionado chileno desistió de participar debido a que su plantel estaba disminuido por numerosas lesiones, asuntos personales y sus principales jugadores se encontraban en Nueva York jugando otro certamen.

## Formato
Fase de grupos
Los equipos fueron originalmente divididos en ocho grupos de tres equipos cada uno, pero la ausencia de la Unión de Rugby de Mar del Plata provocó que uno de los grupos este compuesto por sólo dos equipos. Cada grupo se resolvió con el sistema de todos contra todos a una sola ronda; la victoria otorgando 2 puntos, el empate 1 y la derrota 0. Los equipos clasificaron a la fase final de acuerdo a su posiciones finales en el grupo.
Fase final
La fase final se definió a eliminación directa en tres rondas. Los veinticuatro equipos fueron divididos en tres cuadros de acuerdo a su posiciones en la fase de grupos: los ganadores clasificaron a la Copa de Oro, los segundos a la Copa de Plata y los terceros a la Copa de Bronce.

## Fase de grupos
La ausencia del seleccionado de Mar del Plata causó que la Zona G fuese reducida a sólo dos equipos. Debido a esto, la Unión de Rugby de Tucumán y la Unión de Rugby de Misiones jugaron dos partidos en su lugar.
| Pos. | Equipos         | Partidos | Partidos | Partidos | Tantos | Tantos | Tantos | Pts. |
| Pos. | Equipos         | G        | E        | P        | PF     | PC     | DP     | Pts. |
| ---- | --------------- | -------- | -------- | -------- | ------ | ------ | ------ | ---- |
| 1.°  | Buenos Aires    | 2        | 0        | 0        | 52     | 17     | +35    | 4    |
| 2.°  | Sgo. del Estero | 1        | 0        | 1        | 36     | 33     | +3     | 2    |
| 3.°  | Brasil          | 0        | 0        | 2        | 12     | 50     | -38    | 0    |

|  | Buenos Aires | 21 - 17 | S. del Estero |  |  |
|  |              | Reporte |               |  |  |

|  | Buenos Aires | 31 - 0  | Brasil |  |  |
|  |              | Reporte |        |  |  |

|  | S. del Estero | 19 - 12 | Brasil |  |  |
|  |               | Reporte |        |  |  |

| Pos. | Equipos  | Partidos | Partidos | Partidos | Tantos | Tantos | Tantos | Pts. |
| Pos. | Equipos  | G        | E        | P        | PF     | PC     | DP     | Pts. |
| ---- | -------- | -------- | -------- | -------- | ------ | ------ | ------ | ---- |
| 1.°  | Rosario  | 2        | 0        | 0        | 72     | 10     | +62    | 4    |
| 2.°  | Sur      | 0        | 1        | 1        | 29     | 48     | -19    | 1    |
| 3.°  | La Rioja | 0        | 1        | 1        | 19     | 62     | -43    | 1    |

|  | Rosario | 43 - 0  | La Rioja |  |  |
|  |         | Reporte |          |  |  |

|  | Rosario | 29 - 10 | Sur |  |  |
|  |         | Reporte |     |  |  |

|  | Sur | 19 - 19 | La Rioja |  |  |
|  |     | Reporte |          |  |  |

| Pos. | Equipos      | Partidos | Partidos | Partidos | Tantos | Tantos | Tantos | Pts. |
| Pos. | Equipos      | G        | E        | P        | PF     | PC     | DP     | Pts. |
| ---- | ------------ | -------- | -------- | -------- | ------ | ------ | ------ | ---- |
| 1.°  | San Juan     | 2        | 0        | 0        | 73     | 12     | +61    | 4    |
| 2.°  | Entre Ríos B | 1        | 0        | 1        | 45     | 36     | +9     | 2    |
| 3.°  | Jujuy        | 0        | 0        | 2        | 12     | 82     | -70    | 0    |

|  | San Juan | 49 - 0  | Jujuy |  |  |
|  |          | Reporte |       |  |  |

|  | San Juan | 24 - 12 | Entre Ríos B |  |  |
|  |          | Reporte |              |  |  |

|  | Entre Ríos B | 33 - 12 | Jujuy |  |  |
|  |              | Reporte |       |  |  |

| Pos. | Equipos  | Partidos | Partidos | Partidos | Tantos | Tantos | Tantos | Pts. |
| Pos. | Equipos  | G        | E        | P        | PF     | PC     | DP     | Pts. |
| ---- | -------- | -------- | -------- | -------- | ------ | ------ | ------ | ---- |
| 1.°  | Cuyo     | 2        | 0        | 0        | 64     | 14     | +50    | 4    |
| 2.°  | Nordeste | 1        | 0        | 1        | 40     | 35     | +5     | 2    |
| 3.°  | Centro   | 0        | 0        | 2        | 7      | 62     | -55    | 0    |

|  | Cuyo | 36 - 0  | Centro |  |  |
|  |      | Reporte |        |  |  |

|  | Cuyo | 28 - 14 | Nordeste |  |  |
|  |      | Reporte |          |  |  |

|  | Nordeste | 26 - 7  | Centro |  |  |
|  |          | Reporte |        |  |  |

| Pos. | Equipos    | Partidos | Partidos | Partidos | Tantos | Tantos | Tantos | Pts. |
| Pos. | Equipos    | G        | E        | P        | PF     | PC     | DP     | Pts. |
| ---- | ---------- | -------- | -------- | -------- | ------ | ------ | ------ | ---- |
| 1.°  | Entre Ríos | 2        | 0        | 0        | 37     | 12     | +25    | 4    |
| 2.°  | Alto Valle | 1        | 0        | 1        | 40     | 32     | +8     | 2    |
| 3.°  | Paraguay   | 0        | 0        | 2        | 17     | 50     | -33    | 0    |

|  | Entre Ríos | 17 - 5  | Paraguay |  |  |
|  |            | Reporte |          |  |  |

|  | Entre Ríos | 20 - 7  | Alto Valle |  |  |
|  |            | Reporte |            |  |  |

|  | Alto Valle | 33 - 12 | Paraguay |  |  |
|  |            | Reporte |          |  |  |

| Pos. | Equipos  | Partidos | Partidos | Partidos | Tantos | Tantos | Tantos | Pts. |
| Pos. | Equipos  | G        | E        | P        | PF     | PC     | DP     | Pts. |
| ---- | -------- | -------- | -------- | -------- | ------ | ------ | ------ | ---- |
| 1.°  | Santa Fe | 2        | 0        | 0        | 27     | 21     | +6     | 4    |
| 2.°  | Uruguay  | 1        | 0        | 1        | 24     | 15     | +9     | 2    |
| 3.°  | Formosa  | 0        | 0        | 2        | 19     | 34     | -15    | 0    |

|  | Santa Fe | 10 - 7  | Uruguay |  |  |
|  |          | Reporte |         |  |  |

|  | Santa Fe | 17 - 14 | Formosa |  |  |
|  |          | Reporte |         |  |  |

|  | Uruguay | 17 - 5  | Formosa |  |  |
|  |         | Reporte |         |  |  |

| Pos. | Equipos  | Partidos | Partidos | Partidos | Tantos | Tantos | Tantos | Pts. |
| Pos. | Equipos  | G        | E        | P        | PF     | PC     | DP     | Pts. |
| ---- | -------- | -------- | -------- | -------- | ------ | ------ | ------ | ---- |
| 1.°  | Tucumán  | 1        | 1        | 0        | 54     | 29     | +25    | 3    |
| 2.°  | Misiones | 0        | 1        | 1        | 29     | 54     | -25    | 1    |

|  | Tucumán | 17 - 17 | Misiones |  |  |
|  |         | Reporte |          |  |  |

|  | Misiones | 37 - 12 | Tucumán |  |  |
|  |          | Reporte |         |  |  |

| Pos. | Equipos | Partidos | Partidos | Partidos | Tantos | Tantos | Tantos | Pts. |
| Pos. | Equipos | G        | E        | P        | PF     | PC     | DP     | Pts. |
| ---- | ------- | -------- | -------- | -------- | ------ | ------ | ------ | ---- |
| 1.°  | Córdoba | 2        | 0        | 0        | 81     | 5      | +76    | 4    |
| 2.°  | Salta   | 1        | 0        | 1        | 61     | 24     | +37    | 2    |
| 3.°  | Oeste   | 0        | 0        | 2        | 0      | 113    | -113   | 0    |

|  | Córdoba | 57 - 0  | Oeste |  |  |
|  |         | Reporte |       |  |  |

|  | Córdoba | 24 - 5  | Salta |  |  |
|  |         | Reporte |       |  |  |

|  | Salta | 56 - 0  | Oeste |  |  |
|  |       | Reporte |       |  |  |

|  | Clasifica a Copa de Oro    |
|  | Clasifica a Copa de Plata  |
|  | Clasifica a Copa de Bronce |

## Fase final

### Copa de Oro
|  | Cuartos de final | Cuartos de final | Cuartos de final |          |         | Semifinales | Semifinales | Semifinales |  |      | Final | Final | Final |  |
|  |                  |                  |                  |          |         |             |             |             |  |      |       |       |       |  |
|  |                  |                  |                  |          |         |             |             |             |  |      |       |       |       |  |
|  | A                | Buenos Aires     | 12               |          |         |             |             |             |  |      |       |       |       |  |
|  | A                | Buenos Aires     | 12               |          |         |             |             |             |  |      |       |       |       |  |
|  | H                | Córdoba          | 14               |          |         |             |             |             |  |      |       |       |       |  |
|  | H                | Córdoba          | 14               |          | Córdoba | Córdoba     | 12          |             |  |      |       |       |       |  |
|  |                  |                  |                  |          | Córdoba | Córdoba     | 12          |             |  |      |       |       |       |  |
|  |                  |                  | Cuyo             | Cuyo     | 28      |             |             |             |  |      |       |       |       |  |
|  | D                | Cuyo             | Cuyo             | Cuyo     | 28      | 28          |             |             |  |      |       |       |       |  |
|  | D                | Cuyo             |                  |          |         |             |             |             |  |      |       |       |       |  |
|  | E                | Entre Ríos       | 7                |          |         |             |             |             |  |      |       |       |       |  |
|  | E                | Entre Ríos       | 7                |          |         |             |             |             |  | Cuyo | Cuyo  | 14    |       |  |
|  |                  |                  |                  |          |         |             |             |             |  | Cuyo | Cuyo  | 14    |       |  |
|  |                  |                  | Rosario          | Rosario  | 26      |             |             |             |  |      |       |       |       |  |
|  | B                | Rosario          | Rosario          | Rosario  | 26      | 17          |             |             |  |      |       |       |       |  |
|  | B                | Rosario          |                  |          |         |             |             |             |  |      |       |       |       |  |
|  | G                | Tucumán          | 12               |          |         |             |             |             |  |      |       |       |       |  |
|  | G                | Tucumán          | 12               |          | Rosario | Rosario     | 19          |             |  |      |       |       |       |  |
|  |                  |                  |                  |          | Rosario | Rosario     | 19          |             |  |      |       |       |       |  |
|  |                  |                  | San Juan         | San Juan | 12      |             |             |             |  |      |       |       |       |  |
|  | C                | San Juan         | San Juan         | San Juan | 12      | 21          |             |             |  |      |       |       |       |  |
|  | C                | San Juan         |                  |          |         |             |             |             |  |      |       |       |       |  |
|  | F                | Santa Fe         | 5                |          |         |             |             |             |  |      |       |       |       |  |
|  | F                | Santa Fe         | 5                |          |         |             |             |             |  |      |       |       |       |  |
|  |                  |                  |                  |          |         |             |             |             |  |      |       |       |       |  |

| 26 de noviembre | BS. AS. | 24 - 0  | Entre Ríos |  |  |
|                 |         | Reporte |            |  |  |

| 26 de noviembre | Tucumán | 14 - 24 | Santa Fe |  |  |
|                 |         | Reporte |          |  |  |

### Copa de Plata
|  | Cuartos de final | Cuartos de final | Cuartos de final |          |          | Semifinales | Semifinales | Semifinales |  |          | Final    | Final | Final |  |
|  |                  |                  |                  |          |          |             |             |             |  |          |          |       |       |  |
|  |                  |                  |                  |          |          |             |             |             |  |          |          |       |       |  |
|  | A                | Sgo. del Estero  | 12               |          |          |             |             |             |  |          |          |       |       |  |
|  | A                | Sgo. del Estero  | 12               |          |          |             |             |             |  |          |          |       |       |  |
|  | H                | Salta            | 15               |          |          |             |             |             |  |          |          |       |       |  |
|  | H                | Salta            | 15               |          | Salta    | Salta       | 5           |             |  |          |          |       |       |  |
|  |                  |                  |                  |          | Salta    | Salta       | 5           |             |  |          |          |       |       |  |
|  |                  |                  | Nordeste         | Nordeste | 33       |             |             |             |  |          |          |       |       |  |
|  | D                | Nordeste         | Nordeste         | Nordeste | 33       | 19          |             |             |  |          |          |       |       |  |
|  | D                | Nordeste         |                  |          |          |             |             |             |  |          |          |       |       |  |
|  | E                | Alto Valle       | 12               |          |          |             |             |             |  |          |          |       |       |  |
|  | E                | Alto Valle       | 12               |          |          |             |             |             |  | Nordeste | Nordeste | 24    |       |  |
|  |                  |                  |                  |          |          |             |             |             |  | Nordeste | Nordeste | 24    |       |  |
|  |                  |                  | Uruguay          | Uruguay  | 0        |             |             |             |  |          |          |       |       |  |
|  | B                | Sur              | Uruguay          | Uruguay  | 0        | 7           |             |             |  |          |          |       |       |  |
|  | B                | Sur              |                  |          |          |             |             |             |  |          |          |       |       |  |
|  | G                | Misiones         | 17               |          |          |             |             |             |  |          |          |       |       |  |
|  | G                | Misiones         | 17               |          | Misiones | Misiones    | 14          |             |  |          |          |       |       |  |
|  |                  |                  |                  |          | Misiones | Misiones    | 14          |             |  |          |          |       |       |  |
|  |                  |                  | Uruguay          | Uruguay  | 19       |             |             |             |  |          |          |       |       |  |
|  | C                | Entre Ríos B     | Uruguay          | Uruguay  | 19       | 0           |             |             |  |          |          |       |       |  |
|  | C                | Entre Ríos B     |                  |          |          |             |             |             |  |          |          |       |       |  |
|  | F                | Uruguay          | 17               |          |          |             |             |             |  |          |          |       |       |  |
|  | F                | Uruguay          | 17               |          |          |             |             |             |  |          |          |       |       |  |
|  |                  |                  |                  |          |          |             |             |             |  |          |          |       |       |  |

| 26 de noviembre | S. d. Estero | 14 - 35 | Alto Valle |  |  |
|                 |              | Reporte |            |  |  |

| 26 de noviembre | E. Ríos B | 35 - 12 | Sur |  |  |
|                 |           | Reporte |     |  |  |

### Copa de Bronce
|  | Cuartos de final | Cuartos de final | Cuartos de final |          |          | Semifinales | Semifinales | Semifinales |  |        | Final  | Final | Final |  |
|  |                  |                  |                  |          |          |             |             |             |  |        |        |       |       |  |
|  |                  |                  |                  |          |          |             |             |             |  |        |        |       |       |  |
|  | A                | Brasil           | 45               |          |          |             |             |             |  |        |        |       |       |  |
|  | A                | Brasil           | 45               |          |          |             |             |             |  |        |        |       |       |  |
|  | H                | Oeste            | 0                |          |          |             |             |             |  |        |        |       |       |  |
|  | H                | Oeste            | 0                |          | Brasil   | Brasil      | 17          |             |  |        |        |       |       |  |
|  |                  |                  |                  |          | Brasil   | Brasil      | 17          |             |  |        |        |       |       |  |
|  |                  |                  | Centro           | Centro   | 5        |             |             |             |  |        |        |       |       |  |
|  | D                | Centro           | Centro           | Centro   | 5        | 19          |             |             |  |        |        |       |       |  |
|  | D                | Centro           |                  |          |          |             |             |             |  |        |        |       |       |  |
|  | E                | Paraguay         | 14               |          |          |             |             |             |  |        |        |       |       |  |
|  | E                | Paraguay         | 14               |          |          |             |             |             |  | Brasil | Brasil | 10    |       |  |
|  |                  |                  |                  |          |          |             |             |             |  | Brasil | Brasil | 10    |       |  |
|  |                  |                  | La Rioja         | La Rioja | 19       |             |             |             |  |        |        |       |       |  |
|  | B                | La Rioja         | La Rioja         | La Rioja | 19       | -           |             |             |  |        |        |       |       |  |
|  | B                | La Rioja         |                  |          |          |             |             |             |  |        |        |       |       |  |
|  | G                |                  | -                |          |          |             |             |             |  |        |        |       |       |  |
|  | G                |                  | -                | La Rioja | La Rioja | 24          |             |             |  |        |        |       |       |  |
|  |                  |                  |                  | La Rioja | La Rioja | 24          |             |             |  |        |        |       |       |  |
|  |                  |                  | Formosa          | Formosa  | 17       |             |             |             |  |        |        |       |       |  |
|  | C                | Jujuy            | Formosa          | Formosa  | 17       | 24          |             |             |  |        |        |       |       |  |
|  | C                | Jujuy            |                  |          |          |             |             |             |  |        |        |       |       |  |
|  | F                | Formosa          | 26               |          |          |             |             |             |  |        |        |       |       |  |
|  | F                | Formosa          | 26               |          |          |             |             |             |  |        |        |       |       |  |
|  |                  |                  |                  |          |          |             |             |             |  |        |        |       |       |  |

| Partido 21.° puesto \| 26 de noviembre \| Oeste \| 14 - 21 \| Paraguay \| \| \| \| \| \| Reporte \| \| \| \| |       |         |          |  |  |
| 26 de noviembre                                                                                              | Oeste | 14 - 21 | Paraguay |  |  |
| |       | Reporte |          |  |  |

## Tabla de posiciones
Las posiciones finales al terminar el campeonato:
| 1.°  | Rosario         | 5 | 0 | 0 | 134 | 48  | +86  |
| 2.°  | Cuyo            | 4 | 0 | 1 | 134 | 59  | +75  |
| 3.°  | San Juan        | 3 | 0 | 1 | 106 | 36  | +70  |
| 4.°  | Córdoba         | 3 | 0 | 1 | 105 | 47  | +58  |
| 5.°  | Buenos Aires    | 3 | 0 | 1 | 90  | 29  | +61  |
| 6.°  | Santa Fe        | 3 | 0 | 1 | 56  | 56  | +0   |
| 7.°  | Tucumán         | 1 | 1 | 2 | 80  | 70  | +10  |
| 8.°  | Entre Ríos      | 2 | 0 | 2 | 44  | 68  | -24  |
| 9.°  | Nordeste        | 4 | 0 | 1 | 116 | 52  | +64  |
| 10.° | Uruguay         | 3 | 0 | 2 | 60  | 53  | +7   |
| 11.° | Misiones        | 1 | 1 | 2 | 60  | 80  | -20  |
| 12.° | Salta           | 2 | 0 | 2 | 81  | 69  | +12  |
| 13.° | Alto Valle      | 2 | 0 | 2 | 87  | 65  | +22  |
| 14.° | Entre Ríos B    | 2 | 0 | 2 | 80  | 65  | +15  |
| 15.° | Sgo. del Estero | 1 | 0 | 3 | 62  | 83  | -21  |
| 16.° | Sur             | 0 | 1 | 3 | 48  | 100 | -52  |
| 17.° | La Rioja        | 2 | 1 | 1 | 62  | 89  | -27  |
| 18.° | Brasil          | 2 | 0 | 3 | 84  | 74  | +10  |
| 19.° | Formosa         | 1 | 0 | 3 | 62  | 82  | -20  |
| 20.° | Centro          | 1 | 0 | 3 | 31  | 93  | -62  |
| 21.° | Paraguay        | 1 | 0 | 3 | 52  | 83  | -31  |
| 22.° | Jujuy           | 0 | 0 | 3 | 36  | 108 | -70  |
| 23.° | Oeste           | 0 | 0 | 4 | 14  | 179 | -165 |

|  | Campeón Copa de Oro.    |
|  | Campeón Copa de Plata.  |
|  | Campeón Copa de Bronce. |

| Bandera de la Ciudad de Rosario |
| Rosario Campeón                 |
| Cuarto título                   |